# فيليب هاميلتون (محامي)
فيليب هاميلتون (بالإنجليزية: Philip Hamilton)‏ هو مناهض العبودية ‏ ومدع ومحامي أمريكي، ولد في 2 يونيو 1802 في نيويورك في الولايات المتحدة، وتوفي في 9 يوليو 1884 في بكبسي في الولايات المتحدة.